# عزالدین وحب
عزالدین وحب (انگلیسی: Azzedine Ouhib؛ زادهٔ ۱۵ نوامبر ۱۹۵۶) بازیکن هندبال اهل الجزایر بود.